# Siegesdenkmal in Netanja

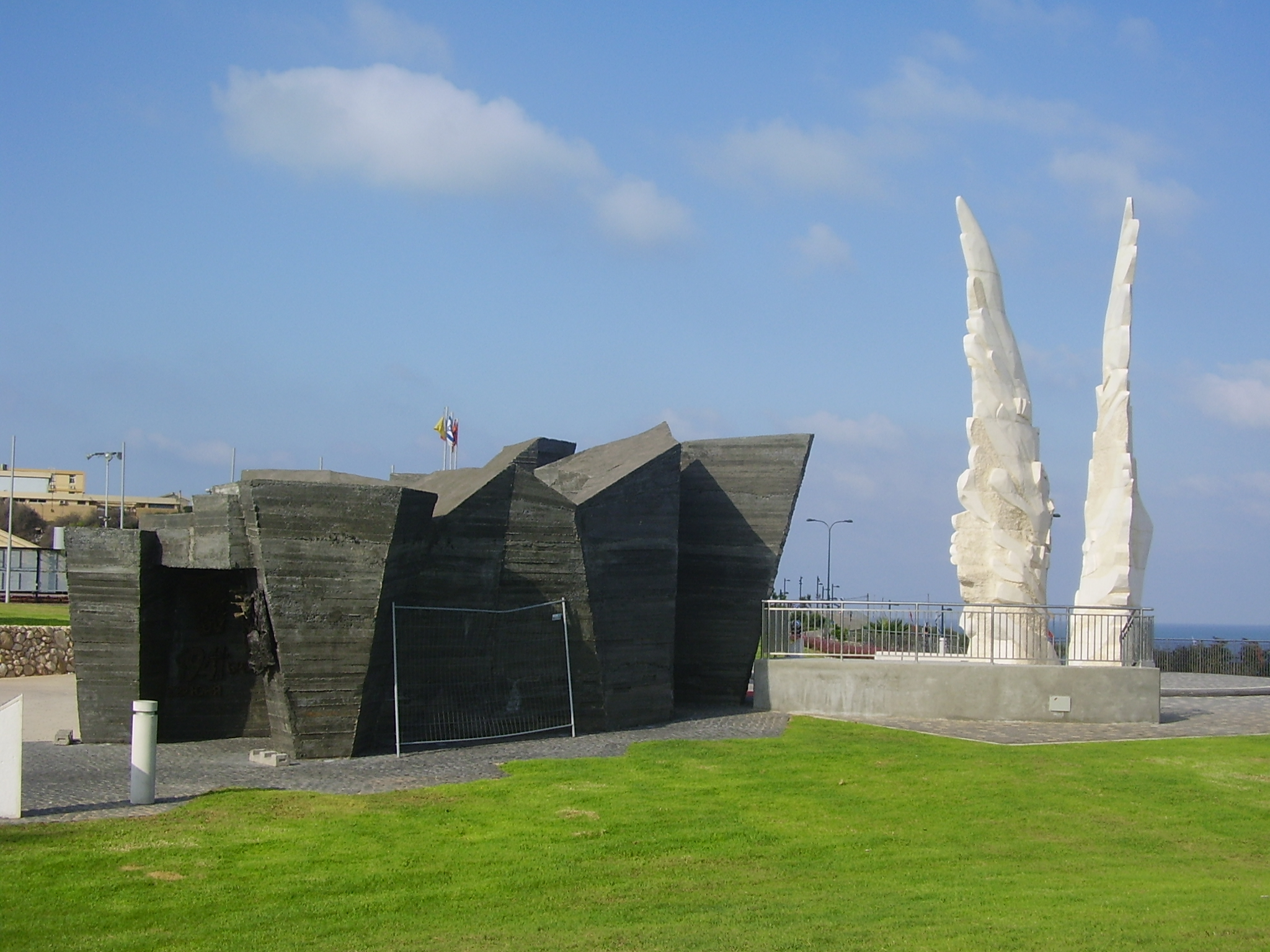
Siegesdenkmal in Netanja

Das Siegesdenkmal in Netanja (hebräisch אַנְדַּרְטָה לְצִיּוּן נִצָּחוֹן הֶצָּבָא הָאָדֹם עַל גֶּרְמַנְיָה הַנָּאצִית Andarṭah ləZijjūn haNizzachōn heZavā ha'Adom ʿal Germanjah haNāzīt, deutsch ‚Mahnmal zur Auszeichnung des Sieges der Roten Armee über das nationalsozialistische Deutschland‘, Plene: … ניצחון הצבא האדום …) ist ein Denkmal, das an den Sieg der Roten Armee über das nationalsozialistische Deutsche Reich und die Verbundenheit mit Israel erinnert. Das Denkmal wurde durch Beschluss der israelischen Regierung und mit Zustimmung der russischen Regierung errichtet.
Das Denkmal besteht aus zwei Elementen, die den Übergang von der Finsternis zum Licht symbolisieren und damit die Beziehung zwischen dem militärischen Sieg der Sowjetunion, der den Holocaust des jüdischen Volkes beendete, worauf später die Gründung des jüdischen Staates folgte. Das Denkmal ist als Labyrinth gestaltet, in dem bedeutende tragische Ereignisse in der jüdischen Geschichte während des Holocaust in Reliefform dargestellt sind.
Das Denkmal wurde am 25. Juni 2012 mit einem Festakt eingeweiht, an dem außer Russlands Präsident Wladimir Putin keine Vertreter weiterer Nachfolgestaaten der Sowjetunion teilnahmen.